# Primera División femenina de fútbol sala 1996-97
La temporada 1995-96 de Primera División es la 3.ª edición de la máxima categoría de la Liga Nacional de Fútbol Sala Femenina de España. La competición se disputa anualmente. Empezó el 28 de septiembre de 1996, y terminó 26 de abril de 1997.
La Primera División consta de un grupo único integrado por catorce equipos, siguiendo un sistema de liga. Los catorce equipos se enfrentan todos contra todos en dos ocasiones -una en campo propio y otra en campo contrario- sumando un total de 26 jornadas. El orden de los encuentros se decide por sorteo antes de empezar la competición. La clasificación final se establece con arreglo a los puntos totales obtenidos por cada equipo al finalizar el campeonato. El equipo que más puntos sume al final del campeonato será proclamado campeón de Liga.
A partir de la jornada 9 el Bezana Cantabria, se retira de la competición y se decide invalidar los resultados logrados por los equipos que habían jugado contra el mismo.

## Equipos participantes

### Equipos por comunidad autónoma
| N.º | Comunidad autónoma   | Equipos                                 |
| --- | -------------------- | --------------------------------------- |
| 3   | Galicia              | Sal Lence Meirás Ourense                |
| 3   | Comunidad de Madrid  | Eurasia Torrejón FSF Móstoles Alca Sala |
| 1   | Cantabria            | Bezana Cantabria                        |
| 1   | Castilla-La Mancha   | Trocadero Toledo                        |
| 1   | Castilla y León      | Valladolid FSF                          |
| 1   | Comunidad Valenciana | Femesala Elche                          |
| 1   | País Vasco           | Sanpedrotarrak                          |
| 1   | La Rioja             | Logroñés FSF                            |
| 1   | Andalucía            | Cantillana FSF                          |
| 1   | Aragón               | Tamarite FSF                            |

## Información de los equipos
| Club             | Ciudad               | Comunidad Autónoma   | Entrenador/a      | Pabellón                | Aforo |
| ---------------- | -------------------- | -------------------- | ----------------- | ----------------------- | ----- |
| Sal Lence        | La Coruña            | Galicia              | Bandera de España | Barrio Flores           |       |
| Sanpedrotarrak   | Pasajes              | País Vasco           | Bandera de ?      |                         |       |
| Trocadero Toledo | Toledo               | Castilla-La Mancha   | Antonio Ibañez    | Salto del Caballo       | 2.500 |
| Meirás           | Ferrol               | Galicia              | Bandera de ?      | Caranza                 |       |
| Ourense          | Orense               | Galicia              | Gaby Calviño      | Os Remedios             | 2.500 |
| FSF Móstoles     | Móstoles             | Comunidad de Madrid  | Basilio López     | El Soto                 |       |
| Valladolid FSF   | Valladolid           | Castilla y León      | Bandera de ?      | Pisuerga                |       |
| Eurasia Torrejón | Alcobendas           | Comunidad de Madrid  | Bandera de ?      | Parque Corredor         | 3.136 |
| Logroñés Dimec   | Logroño              | La Rioja             | Bandera de ?      |                         |       |
| Bezana Cantabria | Santa Cruz de Bezana | Cantabria            | Bandera de ?      | Mun. de Revilla         |       |
| Femesala Elche   | Elche                | Comunidad Valenciana | Ángeles Urban     | Muninicipal de Elche    | 1.814 |
| Cantillana FSF   | Cantillana           | Andalucía            | Bandera de ?      | Municipal de Cantillana |       |
| Tamarite FSF     | Tamarite de Litera   | Aragón               | Bandera de ?      | Municipal de Tamarite   |       |
| Alca Sala        | Alcalá de Henares    | Comunidad de Madrid  | Bandera de ?      | Virgen del Val          |       |

### Cambios de entrenadores
| Equipo           | Entrenador (Jornadas) | Fecha de vacante        | Posición en la tabla | Entrenador entrante  | Fecha de nombramiento   |
| ---------------- | --------------------- | ----------------------- | -------------------- | -------------------- | ----------------------- |
| Trocadero Toledo | Antonio Ibáñez (1-10) | 26 de noviembre de 1996 | 9.º                  | Julio Domingo (11- ) | 28 de noviembre de 1996 |

## Clasificación
| |     | Equipos          | PJ | G  | E | P  | GF  | GC  | Dif. | Pts. |
| --- | --- | ---------------- | -- | -- | - | -- | --- | --- | ---- | ---- |
| | 1.  | Femesala Elche   | 24 | 21 | 2 | 1  | 105 | 39  | +66  | 65   |
| | 2.  | Sal Lence        | 24 | 18 | 2 | 4  | 124 | 48  | +76  | 56   |
| | 3.  | Sanpedrotarrak   | 24 | 17 | 0 | 7  | 130 | 59  | +71  | 51   |
| | 4.  | Eurasia Torrejón | 24 | 14 | 3 | 7  | 78  | 57  | +21  | 45   |
| | 5.  | Trocadero Toledo | 24 | 13 | 2 | 9  | 71  | 58  | +13  | 41   |
| | 6.  | FSF Móstoles     | 24 | 13 | 1 | 10 | 123 | 85  | +38  | 40   |
| | 7.  | Alca Sala        | 24 | 11 | 2 | 11 | 79  | 85  | -6   | 35   |
| | 8.  | Meirás           | 24 | 8  | 5 | 11 | 67  | 72  | -5   | 29   |
| | 9.  | CD Ourense       | 24 | 7  | 4 | 13 | 64  | 86  | -22  | 25   |
| | 10. | Tamarite         | 24 | 7  | 3 | 14 | 61  | 111 | -50  | 24   |
| | 11. | Cantillana       | 24 | 6  | 2 | 16 | 80  | 134 | -54  | 20   |
| | 12. | Valladolid FSF   | 24 | 3  | 2 | 19 | 49  | 126 | -77  | 11   |
| | 13. | Logroñés         | 24 | 3  | 2 | 19 | 78  | 149 | -71  | 11   |
| | 14. | Bezana Cantabria | 0  | 0  | 0 | 0  | 0   | 0   | 0    | 0    |
| Última actualización: 26 de abril de 1997                                                                                |     |                  |    |    |   |    |     |     |      |      |
| Nota; Los resultados de los partidos jugados contra el Bezana Cantabria se anularon y no se sumaron en la clasificación. |     |                  |    |    |   |    |     |     |      |      |

### Evolución de la clasificación
| Equipo / Jornada | 1  | 2  | 3  | 4  | 5  | 6  | 7  | 8  | 9  | 10 | 11 | 12 | 13 | 14 | 15 | 16 | 17 | 18 | 19 | 20 | 21 | 22 | 23 | 24 | 25 | 26 |
| Equipo / Jornada |    |    |    |    |    |    |    |    |    |    |    |    |    |    |    |    |    |    |    |    |    |    |    |    |    |    |
| ---------------- | -- | -- | -- | -- | -- | -- | -- | -- | -- | -- | -- | -- | -- | -- | -- | -- | -- | -- | -- | -- | -- | -- | -- | -- | -- | -- |
| Femesala Elche   | 2  | 2  | 2  | 2  | 2  | 2  | 2  | 2  | 2  | 1  | 1  | 1  | 1  | 1  | 1  | 1  | 1  | 1  | 1  | 1  | 1  | 1  | 1  | 1  | 1  | 1  |
| Sal Lence        | 6  | 4  | 6  | 5  | 4  | 3  | 3  | 3  | 3  | 4  | 3  | 2  | 2  | 2  | 2  | 2  | 2  | 2  | 2  | 3  | 2  | 2  | 3  | 2  | 2  | 2  |
| Sanpedrotarrak   | 1  | 1  | 1  | 1  | 1  | 1  | 1  | 1  | 1  | 2  | 2  | 4  | 3  | 3  | 4  | 3  | 3  | 3  | 3  | 2  | 3  | 3  | 2  | 3  | 3  | 3  |
| Eurasia Torrejón | 7  | 5  | 4  | 4  | 6  | 5  | 4  | 4  | 4  | 3  | 4  | 3  | 4  | 4  | 3  | 4  | 4  | 4  | 4  | 4  | 4  | 4  | 4  | 4  | 4  | 4  |
| Trocadero Toledo | 3  | 3  | 3  | 2  | 3  | 4  | 6  | 7  | 9  | 6  | 8  | 9  | 10 | 9  | 8  | 7  | 5  | 5  | 5  | 5  | 5  | 5  | 5  | 5  | 5  | 5  |
| FSF Móstoles     | 9  | 11 | 7  | 11 | 7  | 6  | 5  | 5  | 7  | 5  | 5  | 6  | 7  | 6  | 7  | 6  | 8  | 8  | 8  | 9  | 8  | 6  | 6  | 6  | 6  | 6  |
| Alca Sala        | 8  | 12 | 13 | 13 | 13 | 10 | 8  | 6  | 8  | 7  | 6  | 5  | 5  | 5  | 5  | 5  | 6  | 6  | 7  | 6  | 7  | 8  | 7  | 7  | 7  | 7  |
| Meirás           | 5  | 7  | 10 | 12 | 10 | 12 | 12 | 13 | 11 | 11 | 9  | 8  | 8  | 7  | 9  | 9  | 10 | 10 | 9  | 8  | 6  | 7  | 8  | 8  | 8  | 8  |
| CD Ourense       | 11 | 13 | 8  | 7  | 5  | 7  | 9  | 10 | 10 | 8  | 7  | 7  | 6  | 8  | 6  | 8  | 7  | 7  | 6  | 7  | 9  | 9  | 9  | 9  | 9  | 9  |
| Tamarite         | 10 | 9  | 12 | 10 | 12 | 13 | 13 | 11 | 12 | 12 | 12 | 12 | 9  | 10 | 10 | 10 | 9  | 9  | 10 | 10 | 11 | 11 | 10 | 10 | 10 | 10 |
| Cantillana       | 12 | 6  | 9  | 8  | 9  | 8  | 7  | 8  | 5  | 9  | 11 | 11 | 12 | 12 | 12 | 11 | 11 | 11 | 11 | 11 | 10 | 10 | 11 | 11 | 11 | 11 |
| Valladolid       | 13 | 10 | 11 | 9  | 11 | 9  | 10 | 9  | 6  | 10 | 10 | 10 | 11 | 11 | 11 | 12 | 12 | 12 | 12 | 12 | 12 | 12 | 12 | 12 | 12 | 12 |
| Logroñés         | 4  | 8  | 5  | 6  | 8  | 11 | 11 | 12 | 13 | 13 | 13 | 13 | 13 | 13 | 13 | 13 | 13 | 13 | 13 | 13 | 13 | 13 | 13 | 13 | 13 | 13 |
| Bezana Cantabria | 14 | 14 | 14 | 14 | 14 | 14 | 14 | 14 | 14 |    |    |    |    |    |    |    |    |    |    |    |    |    |    |    |    |    |

## Resultados
Los horarios corresponden a la CET (Hora Central Europea) UTC+1 en horario estándar y UTC+2 en horario de verano para los partidos disputados en la península y UTC+0 en horario estándar y UTC+1 en horario de verano para los partidos disputados en las Islas Canarias.<ref>
| Ourense          | 0 - 3  | Meirás         | 28 de septiembre |       | Os Remedios     |    |
| Bezana Cantabria | 1 - 13 | Sanpedrotarrak | 28 de septiembre |       |                 |    |
| Trocadero Toledo | 8 - 2  | Cantillana     | 28 de septiembre |       |                 |    |
| Tamarite         | 3 - 6  | Logroñés       | 28 de septiembre | 18:00 | Mun. Tamarite   |    |
| Femesala Elche   | 10 - 1 | Valladolid     | 28 de septiembre |       |                 |    |
| Sal Lence        | 5 - 3  | Móstoles       | 28 de septiembre |       |                 |    |
| Eurasia Torrejón | 4 - 3  | Alca Sala      | 28 de septiembre |       | Parque Corredor | 80 |

| Cantillana     | 9 - 3 | Bezana Cantabria | 5 de octubre | 18:00 |                |     |
| Logroñés       | 2 - 6 | Trocadero Toledo | 5 de octubre | 18:00 |                |     |
| Meirás         | 1 - 4 | Eurasia Torrejón | 5 de octubre | 18:30 | Caranza        |     |
| Valladolid     | 3 - 3 | Tamarite         | 5 de octubre | 18:30 |                |     |
| Sanpedrotarrak | 4 - 1 | Ourense          | 5 de octubre | 19:30 |                |     |
| Alca Sala      | 2 - 6 | Sal Lence        | 5 de octubre | 19:30 | Virgen del Val | 200 |
| Móstoles       | 3 - 4 | Femesala Elche   | 6 de octubre | 12:30 | Soto Móstoles  |     |

| Ourense          | 7 - 3  | Cantillana     | 12 de octubre | 17:00 |               |     |
| Femesala Elche   | 6 - 1  | Alca Sala      | 12 de octubre | 18:00 | Mun. Elche    | 200 |
| Meirás           | 1 - 8  | Sanpedrotarrak | 12 de octubre | 18:30 | Caranza       |     |
| Tamarite         | 1 - 12 | Móstoles       | 12 de octubre | 18:30 | Mun. Tamarite |     |
| Trocadero Toledo | 3 - 0  | Valladolid     | 12 de octubre | 18:30 |               |     |
| Eurasia Torrejón | 3 - 2  | Sal Lence      | 12 de octubre | 20:00 |               |     |
| Bezana Cantabria | 3 - 11 | Logroñés       | 12 de octubre |       |               |     |

| Logroñés       | 4 - 5 | Ourense          | 19 de octubre | 18:00 |                |     |
| Alca Sala      | 4 - 5 | Tamarite         | 19 de octubre | 18:00 | Virgen del Val | 350 |
| Sanpedrotarrak | 5 - 2 | Eurasia Torrejón | 19 de octubre | 18:30 |                |     |
| Valladolid     | 8 - 7 | Bezana Cantabria | 19 de octubre | 18:30 |                |     |
| Móstoles       | 3 - 5 | Trocadero Toledo | 19 de octubre | 18:30 |                |     |
| Sal Lence      | 4 - 4 | Femesala Elche   | 19 de octubre | 18:30 | Barrio Flores  |     |
| Cantillana     | 5 - 4 | Meirás           | 19 de octubre | 19:00 |                |     |

| Ourense          | 7 - 4 | Valladolid     | 26 de octubre | 17:00 | Os Remedios       |     |
| Tamarite         | 0 - 3 | Sal Lence      | 26 de octubre | 18:30 | Mun. Tamarite     |     |
| Trocadero Toledo | 0 - 4 | Alca Sala      | 26 de octubre | 18:30 | Salto del Caballo | 150 |
| Sanpedrotarrak   | 6 - 4 | Cantillana     | 26 de octubre | 19:30 |                   |     |
| Eurasia Torrejón | 0 - 3 | Femesala Elche | 26 de octubre | 20:00 |                   |     |
| Meirás           | 6 - 4 | Logroñés       | 26 de octubre | 20:30 |                   |     |
| Bezana Cantabria | 3 - 8 | Móstoles       | 26 de octubre | 20:30 |                   |     |

| Cantillana     | 2 - 2  | Eurasia Torrejón | 2 de noviembre |       |                |     |
| Logroñés       | 3 - 7  | Sanpedrotarrak   | 2 de noviembre |       |                |     |
| Valladolid     | 4 - 2  | Meirás           | 2 de noviembre |       |                |     |
| Alca Sala      | 10 - 0 | Bezana Cantabria | 2 de noviembre | 18:00 | Virgen del Val | 500 |
| Móstoles       | 6 - 0  | Ourense          | 2 de noviembre | 18:30 |                |     |
| Sal Lence      | 8 - 0  | Trocadero Toledo | 2 de noviembre | 18:30 | Barrio Flores  |     |
| Femesala Elche | 7 - 2  | Tamarite         | 2 de noviembre |       | Mun. Elche     |     |

| Cantillana       | 4 - 2 | Logroñés       | 9 de noviembre |       |                      |     |
| Sanpedrotarrak   | 9 - 2 | Valladolid     | 9 de noviembre |       |                      |     |
| Ourense          | 1 - 6 | Alca Sala      | 9 de noviembre | 17:00 | Os Remedios          | 200 |
| Bezana Cantabria | 1 - 8 | Sal Lence      | 9 de noviembre | 20:30 | Santa Cruz de Bezana |     |
| Meirás           | 2 - 4 | Móstoles       | 9 de noviembre | 20:30 | Caranza              |     |
| Trocadero Toledo | 1 - 3 | Femesala Elche | 9 de noviembre |       |                      |     |
| Eurasia Torrejón | 2 - 1 | Tamarite       | 9 de noviembre |       |                      |     |

| Alca Sala      | 1 - 0 | Meirás           | 16 de noviembre | 18:00 | Virgen del Val | 800 |
| Valladolid     | 6 - 4 | Cantillana       | 16 de noviembre | 18:30 | Pisuerga       |     |
| Móstoles       | 4 - 8 | Sanpedrotarrak   | 16 de noviembre | 18:30 | Soto Móstoles  |     |
| Sal Lence      | 4 - 1 | Ourense          | 16 de noviembre | 18:30 | Barrio Flores  |     |
| Tamarite       | 5 - 3 | Trocadero Toledo | 16 de noviembre | 18:30 |                |     |
| Femesala Elche | 3 - 0 | Bezana Cantabria | 16 de noviembre | 19:00 |                |     |
| Logroñés       | 2 - 5 | Eurasia Torrejón | 16 de noviembre | 20:00 |                |     |

| Ourense                                                               | 0 - 3 | Femesala Elche   | 23 de noviembre | 17:00 |         |     |
| Logroñés                                                              | 4 - 8 | Valladolid       | 23 de noviembre |       |         |     |
| Sanpedrotarrak                                                        | 5 - 0 | Alca Sala        | 23 de noviembre | 18:30 | Anoeta  | 200 |
| Cantillana                                                            | 6 - 5 | Móstoles         | 23 de noviembre | 19:00 |         |     |
| Meirás                                                                | 3 - 3 | Sal Lence        | 23 de noviembre | 20:30 | Caranza |     |
| Eurasia Torrejón                                                      | 3 - 2 | Trocadero Toledo | 23 de noviembre |       |         |     |
| Descansa Tamarite por retirada de la competición del Bezana Cantabria |       |                  |                 |       |         |     |

| Valladolid                                                                    | 0 - 2 | Eurasia Torrejón | 21 de diciembre |       |                 |     |
| Alca Sala                                                                     | 3 - 1 | Cantillana       | 21 de diciembre | 18:00 | Virgen del Val  | 300 |
| Sal Lence                                                                     | 4 - 3 | Sanpedrotarrak   | 21 de diciembre | 18:00 | Barrio Flores   |     |
| Tamarite                                                                      | 2 - 4 | Ourense          | 21 de diciembre | 18:00 | Mun. Altorricón |     |
| Femesala Elche                                                                | 4 - 2 | Meirás           | 21 de diciembre |       |                 |     |
| Móstoles                                                                      | 6 - 2 | Logroñés         | 21 de diciembre | 18:30 | Soto Móstoles   |     |
| Descansa Trocadero Toledo por retirada de la competición del Bezana Cantabria |       |                  |                 |       |                 |     |

| Logroñés                                                                      | 4 - 5  | Alca Sala        | 4 de enero  | 18:00 | Las Gaunas      | 100 |
| Valladolid                                                                    | 1 - 7  | Móstoles         | 4 de enero  | 18:30 | Pisuerga        |     |
| Cantillana                                                                    | 0 - 11 | Sal Lence        | 4 de enero  | 18:30 | Mun. Cantillana |     |
| Meirás                                                                        | 6 - 0  | Tamarite         | 4 de enero  | 18:30 | Caranza         |     |
| Sanpedrotarrak                                                                | 1 - 3  | Femesala Elche   | 4 de enero  | 20:30 |                 |     |
| Ourense                                                                       | 2 - 0  | Trocadero Toledo | 11 de enero | 17:00 |                 |     |
| Descansa Eurasia Torrejón por retirada de la competición del Bezana Cantabria |        |                  |             |       |                 |     |

| Femesala Elche                                                       | 5 - 2 | Cantillana       | 11 de enero | 17:00 |               |     |
| Eurasia Torrejón                                                     | 5 - 2 | Móstoles         | 11 de enero | 18:00 |               |     |
| Tamarite                                                             | 7 - 5 | Sanpedrotarrak   | 11 de enero | 18:00 |               |     |
| Sal Lence                                                            | 7 - 2 | Logroñés         | 11 de enero | 18:30 |               |     |
| Alca Sala                                                            | 3 - 1 | Valladolid       | 11 de enero | 19:30 | Virgen de Val | 700 |
| Meirás                                                               | 3 - 2 | Trocadero Toledo | 12 de enero | 12:30 |               |     |
| Descansa Ourense por retirada de la competición del Bezana Cantabria |       |                  |             |       |               |     |

| Ourense                                                             | 4 - 4 | Eurasia Torrejón | 18 de enero | 17:00 | Os Remedios   |     |
| Móstoles                                                            | 2 - 3 | Alca Sala        | 18 de enero | 18:30 | Soto Móstoles | 150 |
| Valladolid                                                          | 1 - 3 | Sal Lence        | 18 de enero | 18:30 |               |     |
| Logroñés                                                            | 2 - 9 | Femesala Elche   | 18 de enero |       |               |     |
| Cantillana                                                          | 3 - 4 | Tamarite         | 18 de enero |       |               |     |
| Sanpedrotarrak                                                      | 6 - 2 | Trocadero Toledo | 18 de enero | 19:30 | Bidebieta     |     |
| Descansa Meirás por retirada de la competición del Bezana Cantabria |       |                  |             |       |               |     |

| Meirás                                                                      | 5 - 2 | Ourense          | 25 de enero | 18:30 | Caranza        |     |
| Cantillana                                                                  | 1 - 6 | Trocadero Toledo | 25 de enero | 19:00 |                |     |
| Logroñés                                                                    | 2 - 1 | Tamarite         | 25 de enero |       |                |     |
| Valladolid                                                                  | 3 - 6 | Femesala Elche   | 25 de enero |       |                |     |
| Móstoles                                                                    | 7 - 5 | Sal Lence        | 25 de enero | 20:30 |                |     |
| Alca Sala                                                                   | 3 - 3 | Eurasia Torrejón | 25 de enero | 18:00 | Virgen del Val | 900 |
| Descansa Sanpedrotarrak por retirada de la competición del Bezana Cantabria |       |                  |             |       |                |     |

| Trocadero Toledo                                                        | 7 - 1 | Logroñés       | 1 de febrero | 18:30 | Salto del Caballo |     |
| Sal Lence                                                               | 3 - 2 | Alca Sala      | 1 de febrero | 18:30 | Barrio Flores     | 125 |
| Eurasia Torrejón                                                        | 4 - 1 | Meirás         | 1 de febrero |       |                   |     |
| Ourense                                                                 | 5 - 1 | Sanpedrotarrak | 1 de febrero | 20:00 | Os Remedios       |     |
| Tamarite                                                                | 2 - 1 | Valladolid     | 1 de febrero |       |                   |     |
| Femesala Elche                                                          | 6 - 1 | Móstoles       | 1 de febrero |       |                   |     |
| Descansa Cantillana por retirada de la competición del Bezana Cantabria |       |                |              |       |                   |     |

| Alca Sala                                                             | 1 - 2 | Femesala Elche   | 8 de febrero | 18:00 | Virgen del Val | 700 |
| Sanpedrotarrak                                                        | 3 - 2 | Meirás           | 8 de febrero |       |                |     |
| Cantillana                                                            | 6 - 4 | Ourense          | 8 de febrero | 18:30 |                |     |
| Valladolid                                                            | 1 - 4 | Trocadero Toledo | 8 de febrero | 18:30 |                |     |
| Móstoles                                                              | 4 - 3 | Tamarite         | 8 de febrero | 18:30 | Soto Móstoles  |     |
| Sal Lence                                                             | 7 - 1 | Eurasia Torrejón | 8 de febrero | 20:00 | Barrio Flores  |     |
| Descansa Logroñés por retirada de la competición del Bezana Cantabria |       |                  |              |       |                |     |

| Eurasia Torrejón                                                        | 1 - 2 | Sanpedrotarrak | 15 de febrero | 18:00 |               |     |
| Femesala Elche                                                          | 4 - 5 | Sal Lence      | 15 de febrero | 18:00 | Mun. Elche    |     |
| Tamarite                                                                | 4 - 3 | Alca Sala      | 15 de febrero | 18:00 | Mun. Tamarite | 400 |
| Meirás                                                                  | 1 - 2 | Cantillana     | 15 de febrero | 18:30 | Caranza       |     |
| Trocadero Toledo                                                        | 5 - 4 | Móstoles       | 15 de febrero | 18:30 |               |     |
| Ourense                                                                 | 5 - 4 | Logroñés       | 15 de febrero |       |               |     |
| Descansa Valladolid por retirada de la competición del Bezana Cantabria |       |                |               |       |               |     |

| Cantillana                                                            | 0 - 10 | Sanpedrotarrak   | 22 de febrero |       |                |     |
| Logroñés                                                              | 4 - 4  | Meirás           | 22 de febrero |       |                |     |
| Alca Sala                                                             | 2 - 2  | Trocadero Toledo | 22 de febrero | 18:00 | Virgen del Val | 200 |
| Sal Lence                                                             | 11 - 1 | Tamarite         | 22 de febrero | 18:30 | Mun. Betanzos  |     |
| Valladolid                                                            | 2 - 2  | Ourense          | 22 de febrero | 18:30 | Pisuerga       |     |
| Femesala Elche                                                        | 3 - 1  | Eurasia Torrejón | 22 de febrero |       |                |     |
| Descansa Móstoles por retirada de la competición del Bezana Cantabria |        |                  |               |       |                |     |

| Eurasia Torrejón                                                       | 7 - 0  | Cantillana     | 1 de marzo |       |                   |  |
| Sanpedrotarrak                                                         | 11 - 2 | Logroñés       | 1 de marzo |       | Bidebieta         |  |
| Ourense                                                                | 3 - 3  | Móstoles       | 1 de marzo | 17:30 | Os Remedios       |  |
| Trocadero Toledo                                                       | 2 - 1  | Sal Lence      | 1 de marzo | 18:30 | Salto del Caballo |  |
| Meirás                                                                 | 2 - 1  | Valladolid     | 1 de marzo | 18:30 | Caranza           |  |
| Tamarite                                                               | 1 - 3  | Femesala Elche | 1 de marzo |       | Mun. Tamarite     |  |
| Descansa Alca Sala por retirada de la competición del Bezana Cantabria |        |                |            |       |                   |  |

| Logroñés                                                               | 7 - 7 | Cantillana       | 8 de marzo |       |                |     |
| Valladolid                                                             | 0 - 9 | Sanpedrotarrak   | 8 de marzo |       |                |     |
| Móstoles                                                               | 3 - 6 | Meirás           | 8 de marzo |       | Soto Móstoles  |     |
| Alca Sala                                                              | 4 - 1 | Ourense          | 8 de marzo | 18:00 | Virgen del Val | 400 |
| Femesala Elche                                                         | 2 - 1 | Trocadero Toledo | 8 de marzo |       |                |     |
| Tamarite                                                               | 0 - 5 | Eurasia Torrejón | 8 de marzo |       |                |     |
| Descansa Sal Lence por retirada de la competición del Bezana Cantabria |       |                  |            |       |                |     |

| Eurasia Torrejón                                                            | 8 - 2 | Logroñés   | 15 de marzo |       |              |     |
| Cantillana                                                                  | 7 - 1 | Valladolid | 15 de marzo |       |              |     |
| Sanpedrotarrak                                                              | 3 - 7 | Móstoles   | 15 de marzo |       |              |     |
| Ourense                                                                     | 2 - 6 | Sal Lence  | 15 de marzo | 17:00 | Los Remedios |     |
| Meirás                                                                      | 7 - 5 | Alca Sala  | 15 de marzo | 18:30 | Caranza      | 150 |
| Trocadero Toledo                                                            | 1 - 0 | Tamarite   | 15 de marzo |       |              |     |
| Descansa Femesala Elche por retirada de la competición del Bezana Cantabria |       |            |             |       |              |     |

| Valladolid                                                            | 5 - 6 | Logroñés         | 22 de marzo |       |                |     |
| Móstoles                                                              | 7 - 4 | Cantillana       | 22 de marzo |       |                |     |
| Alca Sala                                                             | 2 - 9 | Sanpedrotarrak   | 22 de marzo | 18:00 | Virgen del Val | 400 |
| Sal Lence                                                             | 3 - 0 | Meirás           | 22 de marzo | 18:00 | Barrio Flores  |     |
| Femesala Elche                                                        | 2 - 1 | Ourense          | 22 de marzo | 18:00 |                |     |
| Trocadero Toledo                                                      | 3 - 0 | Eurasia Torrejón | 22 de marzo |       |                |     |
| Descansa Tamarite por retirada de la competición del Bezana Cantabria |       |                  |             |       |                |     |

| Eurasia Torrejón                                                              | 9 - 0 | Valladolid     | 5 de abril |       |                 |     |
| Logroñés                                                                      | 5 - 8 | Móstoles       | 5 de abril |       |                 |     |
| Ourense                                                                       | 4 - 4 | Tamarite       | 5 de abril | 17:00 | Os Remedios     |     |
| Cantillana                                                                    | 6 - 8 | Alca Sala      | 5 de abril | 18:00 | Mun. Cantillana | 150 |
| Sanpedrotarrak                                                                | 3 - 2 | Sal Lence      | 5 de abril |       |                 |     |
| Meirás                                                                        | 2 - 2 | Femesala Elche | 5 de abril | 20:30 | Caranza         |     |
| Descansa Trocadero Toledo por retirada de la competición del Bezana Cantabria |       |                |            |       |                 |     |

| Alca Sala                                                                     | 8 - 5 | Logroñés       | 12 de abril | 18:00 | Virgen del Val | 200 |
| Sal Lence                                                                     | 8 - 3 | Cantillana     | 12 de abril | 18:30 | Barrio Flores  |     |
| Femesala Elche                                                                | 1 - 0 | Sanpedrotarrak | 12 de abril |       | Mun. Elche     |     |
| Tamarite                                                                      | 3 - 3 | Meirás         | 12 de abril | 20:00 |                |     |
| Trocadero Toledo                                                              | 4 - 2 | Ourense        | 12 de abril |       |                |     |
| Móstoles                                                                      | 9 - 1 | Valladolid     | 13 de abril | 12:00 | Soto Móstoles  |     |
| Descansa Eurasia Torrejón por retirada de la competición del Bezana Cantabria |       |                |             |       |                |     |

| Valladolid                                                           | 3 - 5  | Alca Sala        | 19 de abril  | 18:30  | Pisuerga      | 50 |
| Logroñés                                                             | 1 - 5  | Sal Lence        | 19 de abril  |        |               |    |
| Cantillana                                                           | 2 - 4  | Femesala Elche   | 19 de abril  |        |               |    |
| Sanpedrotarrak                                                       | 10 - 1 | Tamarite         | 19 de abril  |        |               |    |
| Trocadero Toledo                                                     | 1 - 1  | Meirás           | 19 de abril  |        |               |    |
| Móstoles                                                             | 8 - 1  | Eurasia Torrejón | 20 de mayoN1 | 20:000 | Soto Móstoles |    |
| Descansa Ourense por retirada de la competición del Bezana Cantabria |        |                  |              |        |               |    |
| Nota 1: Se aplazó el partido por goteras en el pabellón.             |        |                  |              |        |               |    |

| Alca Sala                                                           | 1 - 5 | Móstoles       | 26 de abril | 18:00 | Virgen del Val | 800 |
| Sal Lence                                                           | 8 - 0 | Valladolid     | 26 de abril | 18:30 | Barrio Flores  |     |
| Femesala Elche                                                      | 9 - 2 | Logroñés       | 26 de abril |       |                |     |
| Tamarite                                                            | 8 - 6 | Cantillana     | 26 de abril |       |                |     |
| Trocadero Toledo                                                    | 3 - 2 | Sanpedrotarrak | 26 de abril |       |                |     |
| Eurasia Torrejón                                                    | 2 - 1 | Ourense        | 26 de abril | 20:00 |                |     |
| Descansa Meirás por retirada de la competición del Bezana Cantabria |       |                |             |       |                |     |

## Estadísticas

### Rachas
- Mayor racha ganadora: Femesala Elche; 12 jornadas (jornada 5 a 16)
- Mayor racha invicta: Femesala Elche; 16 jornadas (jornada 1 a 16)
- Mayor racha marcando: 4 equipos; 24 jornadas (jornada 1 a 26, incluye jornadas de descanso)
- Mayor racha empatando: Meirás; 3 jornadas (jornada 23 a 25)
- Mayor racha imbatida: 3 equipos; 2 jornadas
- Mayor racha perdiendo: Logroñes; 10 jornadas (jornada 4 a 13)
- Mayor racha sin ganar: Valladolid; 16 jornadas (jornada 10 a 26, incluye jornada de descanso)
- Mayor racha sin marcar: 3 equipos; 2 jornadas
- Mayor goleada en casa:

Alca Sala 10 - 0 Bezana (2 de noviembre)
Sal Lence 11 - 1 Tamarite (22 de febrero)
- Mayor goleada a domicilio:

Bezana 1 - 13 Sanpedrotarrak (28 de septiembre)
- Partido con más goles:

Valladolid 8 - 7 Bezana (19 de octubre)